# Meridijani (časopis)
Meridijani - časopis za zemljopis, povijest, ekologiju i putovanja znanstveno-popularni je časopis za mlade koji obrađuje teme iz zemljopisa, povijesti, ekologije i putovanja.

## Povijest
Časopis je 1994. godine pokrenuo Dragutin Feletar pod nazivom Hrvatski zemljopis - časopis za zemljopis, povijest i prirodu. Osmišljen je po uzoru na najpoznatije svjetske geografsko-ekološke časopise. Godine 2002. naziv je promijenjen u Meridijani. Objavljuje ga istoimena nakladnička kuća.

## Sadržaj
Časopis je izlazo deset puta godišnje tijekom školske godine, a u rujnu 2013. godine postaje dvomjesečnik koji izlazi pet puta godišnje i to u rujnu, studenom, siječnju, ožujku i svibnju. U svakom broju, uz jednu glavnu temu donosi i niz manjih, te stalne rubrike: Geo-info, Planet Internet i Hrvatske legende.
Glavna urednica je Petra Somek.

## Suradnici
Osim istaknutih povjesničara, geografa, putopisaca, etnologa, biologa i drugih stručnih suradnika, časopis objavljuje i studentske radove kao i radove mladih autora.
Među suradnicima se tako ističu povjesničari Stjepan Razum, Neven Budak, Hrvoje Gračanin, meteorolog Milan Sijerković, geograf Dragutin Feletar...

## Nagrade
- Velebitska degenija Zbora novinara za okoliš HND-a (2021.)[1]

## Vanjske poveznice
Mrežna mjesta
- www.meridijani.com, sadržaj pojedinih brojeva Meridijana